# Rosa Schleife

Rosa Schleife

Die Rosa Schleife ist ein internationales Symbol, durch das Solidarität mit Frauen zum Ausdruck gebracht werden kann, die an Brustkrebs erkrankt sind oder aufgrund einer Keimbahnmutation ein besonders großes Risiko für eine Brustkrebserkrankung haben. Zugleich soll die Rosa Schleife, vergleichbar mit der Roten Schleife (der „AIDS-Schleife“) und anderen Awareness Ribbons, den öffentlichen Diskurs über Brustkrebs und die wissenschaftliche Erforschung von Brustkrebs fördern. Der Ursprung war eine pfirsichfarbene Schleife, die die US-Amerikanerin Charlotte Haley erstmals 1991 als Symbol gegen Brustkrebs einsetzte.

## Ziele

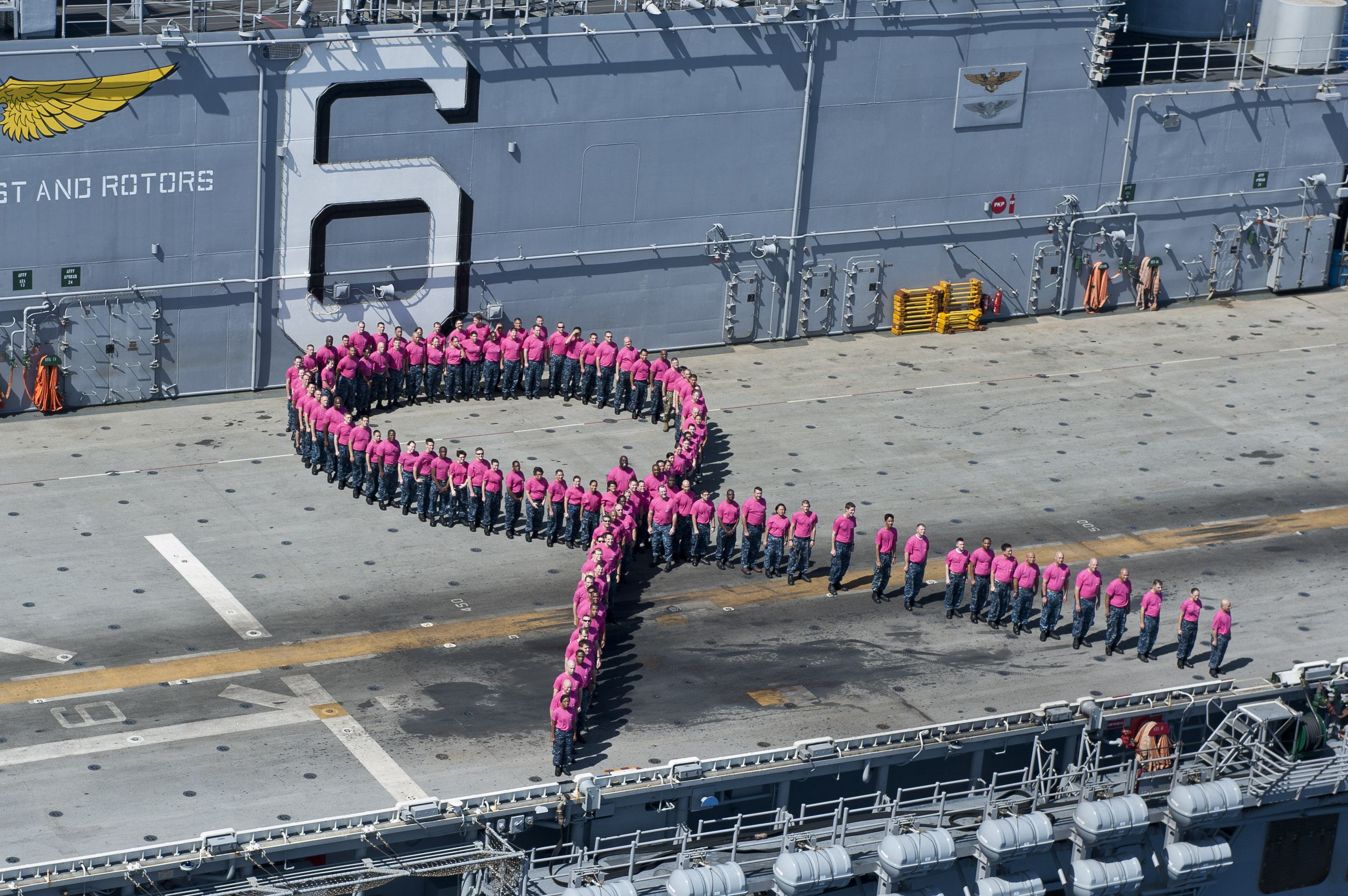
Menschen auf der ganzen Welt machen im Oktober auf das Thema Brustkrebs aufmerksam

Ziel der Rosa Schleife ist es, Aufmerksamkeit für das Thema Brustkrebs zu schaffen:
- für Prävention und Früherkennung von Brustkrebs
- für die Erforschung der Ursachen von Brustkrebs
- für die Suche nach Therapien zur Heilung von Brustkrebs

Hierzu trägt u. a. auch der Brustkrebsmonat Oktober bei, eine jährlich und international stattfindende, von den großen Brustkrebs-Stiftungen organisierte, Gesundheitskampagne, ferner auch Selbsthilfegruppen wie das BRCA-Netzwerk.

## Geschichte

2-Euro-Gedenkmünze anlässlich des 25. Jahrestags der Rosa Schleife

Die Rosa Schleife wurde im Herbst 1991 von der US-amerikanischen Stiftung Susan G. Komen (bis 2006: Susan G. Komen Breast Cancer Foundation) im Rahmen ihrer Öffentlichkeitsarbeit genutzt, als jeder Teilnehmer am Race for the Cure – einem Brustkrebs-Solidaritätslauf von Susan G. Komen in New York City – eine rosa Schleife erhielt.
Dass sich die Rose Schleife über ihre Verwendung bei den Komen-Läufen hinaus als internationales Symbol durchsetzte, hatte weitere Gründe.
Alexandra Penney, die damalige Herausgeberin der Zeitschrift Self Magazine, arbeitete im Jahr 1992 an der zweiten Ausgabe des Nationalen Brustkrebs-Bewusstseins-Monats. Evelyn Lauder, die zu der Zeit Vizepräsidentin von Estée Lauder war, wurde eingeladen, um Gast-Redakteurin der NBCAM Ausgabe 1992 zu sein. Penney und Lauder präsentierten die Idee, eine Schleife als Symbol zu nutzen und diese auf Kosmetiktischen in New York zu bewerben. Danach versprach Evelyn Lauder, diese Kampagne weltweit zu verbreiten.
Die damals 68-jährige Charlotte Haley fertigte seit 1991 pfirsichfarbene Schleifen und verkaufte sie mit einer Karte, auf der stand:

„Das jährliche Budget des Nationalen Krebs-Instituts beläuft sich auf 1,8 Milliarden US-Dollar und nur 5 Prozent gehen an die Krebs-Bekämpfung. Helfen Sie uns, mit dieser Schleife unsere Gesetzgeber und Amerika zu alarmieren.“

Ihre Nachricht verbreitete sich schnell, was dazu beitrug, dass Penney und Evelyn Lauder Interesse an Charlottes Kampagne bekamen. Sie wollten sich Haleys Initiative anschließen und mit ihr arbeiten. Aber Haley lehnte dieses Angebot ab.
Nach einer Besprechung mit ihren Rechtsanwälten präsentierten Penney und Lauder eine „neue“ Farbe. Die neue Farbe der Schleife war rosa.

## Kritik

Button „Alternative Rosa Schleife“

Samantha King beschreibt in ihrem 2006 veröffentlichten Buch, wie Brustkrebs von einer ernsten Krankheit und individueller Tragödie zu einer marktgetriebenen Industrie umgestaltet worden sei. Immer mehr werde das rosa Symbol kommerzialisiert und verliere seine ursprüngliche Bedeutung der Solidarisierung zwischen Betroffenen und nicht Betroffenen.